# حصار الأبيض

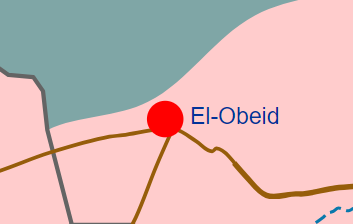
معركة الأبيض - 2023

## حصار الأبيض
معركة الأبيض كانت حصاراً في الأبيض، شمال كردفان، السودان، خلال نزاع السودان عام 2023. بدأت المعركة في 15 نيسان، حيث تمكنت قوات الدعم السريع من السيطرة على مطار الأبيض من الفوج العسكري السوداني المتمركز في المدينة. طوال شهري نيسان وأيار، صد الجيش السوداني عدة هجمات من قوات الدعم السريع على المدينة، على الرغم من أنه بحلول 30 أيار، فإن قوات الدعم السريع حاصرت المدينة بالكامل وفرضت عليها الحصار.

## ملخص

### الحرب في دارفور
في عام 2003، شنت حركة العدل والمساواة وحركة شعب جنوب السودان، وهما حركتان تمثلان التمرد غير العربي بشكل رئيسي، هجمات على قواعد الجيش السوداني وحلفائهم، ميليشيا الجنجويد العربية بشكل رئيسي، في جنوب وغرب السودان (دارفور). شنت حركتا العدل والمساواة والحركة الشعبية لتحرير السودان هذه الهجمات احتجاجًا على الديكتاتور عمر البشير، الذي أعلن الحرب ضد الميليشيات. انتشرت الحرب بسرعة إلى وسط وجنوب السودان، في مقاطعات شمال كردفان، وجنوب كردفان، والنيل الأزرق. منذ عام 2003، أودت الحرب بحياة مئات الآلاف من الأشخاص في جميع أنحاء دارفور، وأجبرت العديد من الآخرين على النزوح.
خلال الحرب في دارفور، شهدت مدينة الأبيض، عاصمة شمال كردفان، كمية أقل من العنف مقارنة بأقرانها في الجنوب والغرب. كانت المدينة بشكل رئيسي مركزاً للمساعدات الدولية لدارفور وجنوب السودان في أوائل العشرينات من القرن الحالي. كما كانت الأبيض مركزاً لعدة جولات للمفاوضات السلامية بين نظام البشير وثوار الحركة الشعبية (بعد انشقاقهم بين مالك عقار وعبد العزيز الهلو في عام 2017). في عام 2019، أثناء ثورة السودان، قتل ستة محتجين، بينهم أربعة أطفال، في مجزرة قامت بها قوات الدعم السريع، مما أدى إلى استنكار شديد من وسائل الإعلام الدولية والسودانية. من عام 2021 إلى عام 2023، شهدت المدينة احتجاجات شديدة بسبب نقص المياه الشرب المتاحة. تُعتبر الأبيض مدينة استراتيجية في السودان بسبب وجودها الوحيد لمطار في شمال كردفان، حيث يعد المطار مركزاً لبعثات الأمم المتحدة في منطقة أبيي المتنازع عليها. كما تعتبر المدينة نقطة الوصل بين الخرطوم ودارفور.

### التوترات بين قوات الدعم السريع والسودان
قوات الدعم السريع، التي تشكلت كإعادة تأسيس لميليشيا الجنجويد في عام 2014، نمت في النفوذ السياسي والعسكري بعد انقلاب عسكري في عام 2021 ضد الحكومة الانتقالية المدنية والعسكرية التي أُنشئت بعد ثورة السودان قبل عامين. زادت التوترات بين قائدي الانقلاب، قائد الجيش السوداني عبد الفتاح البرهان وقائد الدعم السريع حميدتي، في أوائل عام 2023 بسبب خلافات حول دمج قوات الدعم السريع في القوات المسلحة السودانية. وصلت هذه التوترات إلى ذروتها في 15 نيسان 2023، على الرغم من محاولات السلام. سيطرت قوات الدعم السريع على مطار الخرطوم الدولي، وقواعد سودانية في مروي، وشنت هجمات على جنود سودانيين في دارفور وجنوب السودان، بما في ذلك الأبيض.

## الحصار

### الاشتباكات الأولية (15-16 نيسان)
في اليوم الأول من العمليات القتالية في 15 نيسان، أعلنت قوات الدعم السريع سيطرتها على مطار الأبيض، بالإضافة إلى مطاري الخرطوم ومروي. أعلن اتحاد أطباء السودان والمشافي المحلية في ذات اليوم أن ثلاثة عشر شخصًا قتلوا في المدينة، وأصيب عشرون آخرون. في اليوم التالي، قتل ثلاثة أشخاص آخرين، وأصيب إحدى عشرة شخصًا آخرين. في 17 نيسان، أعلنت القوات السودانية في الأبيض أنها دمرت عدة مواقع لقوات الدعم السريع في المدينة خلال الأيام السابقة، وأفاد السكان بأن اليوم كان هادئًا بحذر. أغلق مستشفى الدمن المحلي بعد أن داهمه جنود سودانيون في الأيام السابقة. أوصت قوات الدعم السريع السكان المدنيين في 17 نيسان بإخلاء أحياء المدينة المحيطة بالمطار المدمر الآن نظرًا لاحتمال وقوع مواجهات أخرى. بين 17 و19 نيسان، كانت الأوضاع في الأبيض هادئة نسبيًا.

### في الفترة من (20 إلى 23 نيسان)
تصاعدت المواجهات في مدينة الأبيض ابتداءً من الساعة التاسعة صباحًا في يوم 20 نيسان، بعد هجوم من قوات الدعم السريع على الجنوب والغرب والشمال من المدينة، حيث أفاد المدنيون بأن المعارك الشرسة وقعت في سوق الأبيض ومقر الفرقة الخامسة للجيش السوداني، بالإضافة إلى هجمات في الأحياء الشمالية. خلال اليوم نفسه، قتل 20 شرطيًا في هجوم من قوات الدعم السريع وأصيب 40 آخرون، مع عدد غير معروف من المدنيين المصابين والقتلى. أفادت مصادر في الأبيض، بما في ذلك أطباء واتحاد الأطباء المحلي، بمقتل ما لا يقل عن 30 مدنيًا وإصابة 70 آخرين منذ بدء القتال في 15 نيسان. تم تدمير عدة منازل أيضًا في غارات جوية للجيش السوداني على المدينة. على الرغم من وقف إطلاق النار الوطني الذي بدأ العمل به من 20 نيسان، قُتل عامل في المنظمة الدولية للهجرة بنيران متبادلة في الأبيض في 21 نيسان. نشرت قناة العربية فيديوهات في نفس اليوم تظهر مدى الدمار في المدينة. بحلول 23 نيسان، هرب العديد من المدنيين الذين يعيشون في حي البانت، وبحوالي 400 عائلة طلبت اللجوء في مدرسة الشروق. كما استضافت مدارس أخرى في جميع أنحاء المدينة لاجئين. في نفس اليوم، أعلن الجيش السوداني السيطرة الكاملة على الأبيض.
في 25 نيسان، بدأ سكان الأبيض بدفن المدنيين والجنود الذين قتلوا في الاشتباكات. عقد محافظ شمال كردفان فضل الله محمد علي التوم اجتماعات طارئة مع الأمن الداخلي والمسؤولين الآخرين بشأن المعركة في الأبيض، إلى جانب إعلان حظر التجول وحظر التهريب. أفاد التوم بإصابة ما لا يقل عن 100 مدني في الاشتباكات المتجددة. في 27 نيسان، تضررت كاتدرائية الأبيض في الاشتباكات. على الرغم من حظر التهريب، كان النهب مسيطرًا في الأبيض في أوائل أيار، وكانت المستودعات الإنسانية تتعرض للنهب. في أوائل أيار، بٌلِغَ سكان الأبيض من قبل مسؤولي الجيش السوداني بإمكانية وقوع اشتباكات، وأمروا المدنيين بعدم الحضور إلى السوق الرئيسي.

### الهجوم الثاني من قوات الدعم السريع والاشتباكات (4 أيار- 23 أيار)
في 4 أيار، شنت قوات الدعم السريع هجومًا ثانيًا على المدينة من الشرق والغرب، حيث وقعت المعارك في مقر الفرقة الخامسة للجيش السوداني وحي الأبيض. أفادت المستشفيات المحلية بمقتل 12 شخصًا وإصابة 30 آخرين، باستثناء المصابين الذين لم يتمكنوا من الوصول إلى المستشفى. من بين القتلى الاثني عشر، كان سبعة أطفال. قُتل خمسة جنود سودانيين في هجوم من قوات الدعم السريع على مركز تدريب في غرب المدينة. في الهجمات المتجددة، استولت قوات الدعم السريع على حي البانت، ووقعت قصفاً شديداً في ميدان شيكان وحي الوحدة. كما قتل ثلاثة مدنيين في هجوم على حي الصحوة. أشار المحللون إلى أن قوات الدعم السريع حاولت شن غارات مكثفة على الأبيض لقطع الطريق عن الاشتباكات المتصاعدة في دارفور والخرطوم. أعلن الجيش السوداني أنه صد الهجوم، على الرغم من استمرار الاشتباكات في الأيام التالية.
في 7 أيار، قتل 15 شخصًا في هجوم من قوات الدعم السريع على قرية قرب الأبيض. بحلول 16 أيار، كان مستشفى الحمان الوحيد في الأبيض، وكان يعمل بنسبة 50% من طاقته. في الوقت نفسه، أدى إغلاق أسواق المدينة والاشتباكات في المناطق الخارجية إلى انهيار سوق الصمغ العربي، الذي يعتبر من أساسيات اقتصاد الأبيض. في 23 أيار، سمحت اشتباكات بالتماسك الأمني لقوات الدعم السريع على الطرق المؤدية إلى الجنوب والغرب من المدينة. بحلول أواخر أيار، بدأت قوات الدعم السريع في إبرام صفقات مع قادة القبائل المحيطة بالأبيض لحماية المدينة من تعزيزات الجيش السوداني.

### حصار الأبيض (30 أيار- 1 أيلول)
اندلعت اشتباكات من جديد في 30 أيار، بعد محاولة فاشلة من قوات الدعم السريع للسيطرة على مطار الأبيض. ومع ذلك، نجحت هجمات أخرى للقوات على السوق العربي في المدينة. لقي ثلاثة مدنيين مصرعهم في هجوم على المطار. في 2 حزيران، تم نهب مستودعات برنامج الأغذية العالمي، وأصدرت المنظمة بيانًا يندد بالهجوم. بحلول 8 حزيران، تم إغلاق المدارس التي تستضيف اللاجئين، وكانت المدينة بلا كهرباء وماء، مما أدى إلى ارتفاع معدلات الوفيات بين الرضع. كانت الإمدادات الإنسانية غير قادرة على الوصول إلى المدينة بسبب هجمات قوات الدعم السريع على الطرق بين الأبيض وولاية النيل الأبيض. في 13 حزيران، احتلت قوات الدعم السريع الطريق الشمالي الشرقي المؤدي إلى الأبيض بالقرب من بلدة بارا. حاولت مليشيات الدعم السريع اختطاف سيارات من المدنيين في بارا، لكن اندلعت احتجاجات. نفذت قوات الدعم السريع أيضًا هجمات في الرهد. تم استعادة الكهرباء في الأبيض في 13 حزيران.
صرح سكان الأبيض في 14 حزيرانأن الجيش السوداني شن غارات جوية على مواقع قوات الدع السريع في المدينة، تلا ذلك بغارات جوية من قبل القوّات الجوّيّة السودانيّة في 15 حزيران، أدت إلى نزوح 64 عائلة. في هذا الوقت، نهبت قوات قوات الدعم السريع أيضًا مصفاة النفط في الأبيض التي هجرتها قوات الجيش السوداني في بداية الحرب. استمرت الاشتباكات في الرهد أيضًا، حيث قام السكان بحفر الخنادق للدفاع ضد هجمات قوات الدعم السريع.
في 16 حزيران، أدى قتل ستة مشتبه بهم من مقاتلي الدعم السريع على يد المدنيين في الرهد، وهجوم قوات الدعم السريع الانتقامي الذي أسفر عن مقتل أربعة، وأدى إلى فرار العديد من المدنيين في الرهد. بحلول منتصف حزيران، قتل 20 مدنيًا في الهجمات المتجددة.
هدأت الاشتباكات في كل من الأبيض والرهد بحلول 19 حزيران، وبعد يومين، تم استعادة الكهرباء في الأبيض بعد التوصل إلى اتفاق بين القبائل الموالية للجيش وقوات الدعم السريع. استؤنفت التجارة والسلع الخارجية، وبدأت المجموعات المحلية في استعادة محطات المياه وخطوط الاتصال. ومع ذلك، أدعى مسؤولو كردفان الكبرى أن المحادثات الثنائية بين الإدارة الإقليمية والجيش السوداني قوات الدعم السريع توقفت. بحلول نهاية حزيران، أنشأت قوات الدعم السريع حواجز طرق على جميع الطرق الخارجية من الأبيض، وسيطرت على معظم الحواف الخارجية للمدينة.
زعم أحمد علي، زعيم لجنة مقاومة الأبيض، أن الجيش السوداني، على الرغم من وجوده في المطار الدولي ومقره في المدينة، لم يساعد المدنيين الذين يعانون من نقص متزايد في الطعام والماء وغيرها من الضروريات. بسبب نقص المياه والضروريات الأخرى، بدأت البنية التحتية الحكومية في الانهيار. تم إطلاق سراح السجناء في سجن الأبيض، وتم نهب الأسواق والمستودعات من قبل المدنيين غير الراضين. في 3 تموز، اندلعت اشتباكات غرب الأبيض بين قافلة من قوات الدارفور المشتركة متجهة إلى الفاشر من النيل الأبيض لتوصيل الوقود إلى السابق. قتل طفل وأصيب أربعة آخرون في اشتباك آخر بين قوات الدعم السريع القوات الجوّيّة السودانيّة في 5 تموز.
في الأسبوع الأول من تموز، شهدت المدينة تدفقًا من اللاجئين من بارا، حيث ادعى اللاجئون أن قوات الدعم السريع "يرعبون" المدينة بعد السيطرة عليها مؤخرًا. أدعى سكان قرية فرج الله أيضًا تجارب مماثلة مع قوات الدعم السريع بعد السيطرة على القرية. اندلعت اشتباكات مرة أخرى في 8 تموز بين القوات الجوّيّة السودانيّة وقوات الدعم السريع في أنحاء الأبيض. خلال القتال، انقطعت الكهرباء في الجزء الغربي من المدينة، وتم احتجاز قافلة مساعدات من قبل قوات الدعم السريع في 11 تموز. شنت القوات الجوّيّة السودانيّة غارات جوية على قواعد قوات الدعم السريع في جنوب وغرب الأبيض في 20 تموز، مما أدى إلى تدمير العديد من منازل المدنيين أثناء العملية. أفاد السكان بمقتل ما لا يقل عن أربعة أشخاص وإصابة خمسة وأربعين آخرين في الاشتباكات، وأن أحياء "الصفاء" و"الوحدة" تعرضت للضرب بشدة. تم إغلاق سوق الأبيض الكبير مؤقتًا أيضًا من قبل جنود القوات الجوّيّة السودانيّة.
في أوائل آب، عادت المدينة إلى طبيعتها إلى حد كبير. أعيد فتح الأسواق في المدينة ولم تُبلَّغ عن أي اشتباكات، ومع ذلك، ذكر السكان أن القوات الجوّيّة السودانيّة كانوا "يمارسون العنف الجسدي" ضد المدنيين عند إغلاق الأسواق في المساء. في اشتباكات في 12 آب، أفادت القوات الجوّيّة السودانيّة بأنهم قتلوا 26 مقاتلاً من قوات الدعم السريع في بلدة فرج الله.

## انتصار القوّات الجوّيّة السودانيّة
في 14 آب، ظهر فيديو يُظهر جنود الفرقة الخامسة من القوات المسلحة السودانية وهم يحتفلون بالذكرى الـ69 لتأسيس القوات المسلحة السودانية، بحضور القائد العام اللواء فيصل الحسن في أجزاء مختلفة من المدينة. بحلول الأول من أيلول، تم الإبلاغ عن انسحاب قوات الدعم السريع خارج حدود مدينة الأبيض، ولكن حدثت اشتباكات على أطراف المدينة في أواخر آب أسفرت عن مقتل 14 مدنيًا وإصابة 17 آخرين. توقفت الاشتباكات في 31 آب. على الرغم من سيطرة القوات المسلحة السودانية بالكامل على المدينة، كانت التوترات مرتفعة في السوق الكبير، وكانت الكهرباء مقطوعة في المدينة.

## ما بعد الحرب
في 15 نيسان 2024، لقي خمسة مدنيين مصرعهم وأصيب 10 آخرون في تبادل لإطلاق النار بين القوات المسلحة السودانية وقوات الدعم السريع في المدينة.